# Euryglossina clypearis
Euryglossina clypearis là một loài Hymenoptera trong họ Colletidae. Loài này được Exley mô tả khoa học năm 1980.

## Hình ảnh

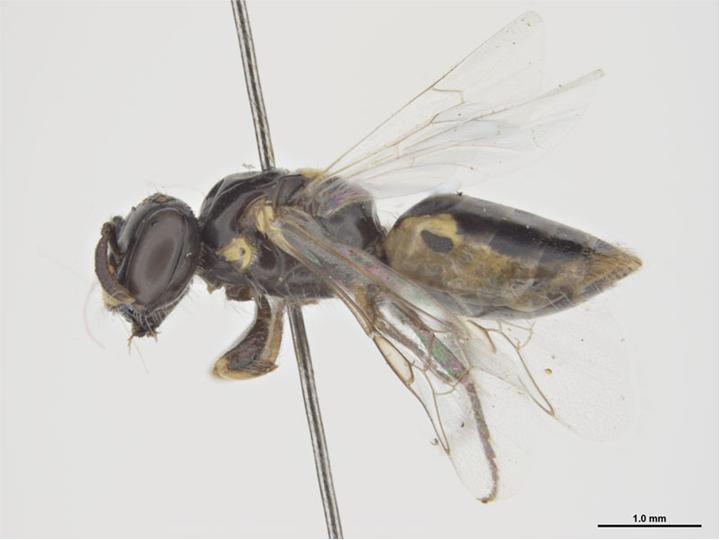
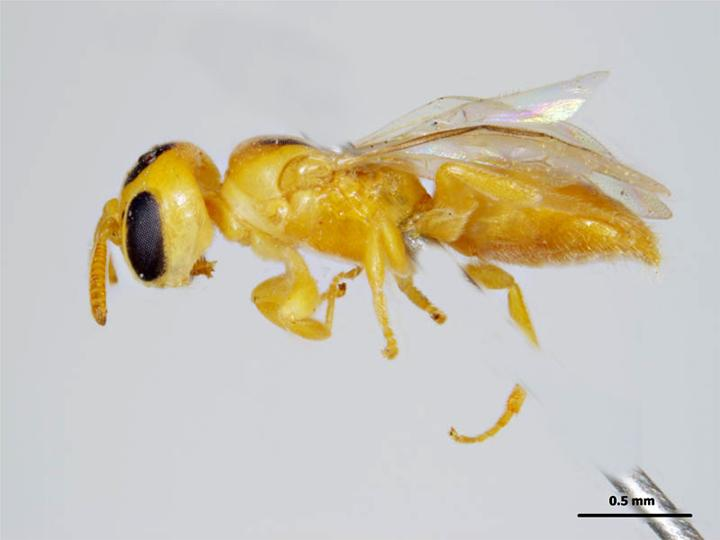